# 芬利森 (明尼蘇達州)
芬利森（英語：Finlayson）是一個位於美國明尼蘇達州派恩縣的城市。

## 人口
根據2020年美國人口普查的數據，芬利森的面積為6.51平方千米，當中陸地面積為6.24平方千米，而水域面積為0.27平方千米。當地共有人口295人，而人口密度為每平方千米45人。